# Bavay
Bavay és un municipi francès, situat a la regió dels Alts de França, al departament del Nord. L'any 2006 tenia 3.396 habitants. Està situada entre Valenciennes i Maubeuge, al territori de l'antic comtat d'Hainaut, i fou l'antiga vila de Bagacum Nerviorum.

## Demografia
| Evolució de la població Ehess i INSEE |       |       |       |       |       |       |       |       |
| 1793                                  | 1800  | 1806  | 1821  | 1831  | 1836  | 1841  | 1846  | 1851  |
| 1 339                                 | 1 455 | 1 484 | 1 617 | 1 635 | 1 650 | 1 601 | 1 620 | 1 635 |

| 1856  | 1861  | 1866  | 1872  | 1876  | 1881  | 1886  | 1891  | 1896  |
| ----- | ----- | ----- | ----- | ----- | ----- | ----- | ----- | ----- |
| 1 587 | 1 646 | 1 765 | 1 777 | 1 851 | 1 863 | 1 837 | 1 854 | 1 960 |

| 1901  | 1906  | 1911  | 1921  | 1926  | 1931  | 1936  | 1946  | 1954  |
| ----- | ----- | ----- | ----- | ----- | ----- | ----- | ----- | ----- |
| 1 910 | 1 799 | 1 941 | 1 772 | 1 800 | 1 803 | 1 886 | 2 602 | 2 942 |

| 1962  | 1968  | 1975  | 1982  | 1990  | 1999  | 2006 | 2011 | 2016 |
| ----- | ----- | ----- | ----- | ----- | ----- | ---- | ---- | ---- |
| 3 024 | 3 377 | 3 746 | 4 193 | 3 751 | 3 581 | -    | -    | -    |

| 2019 | - | - | - | - | - | - | - | - |
| ---- | - | - | - | - | - | - | - | - |
| -    | - | - | - | - | - | - | - | - |

## Administració
| Període | Identitat     | Partit |
| ------- | ------------- | ------ |
| 2001-   | Alain Fréhaut | UPN    |

## Personatges il·lustres
- Jean Lemaire de Belges, cronista medieval